# Jaroslav Zdeněk
Jaroslav Zdeněk (3. dubna 1837 Praha-Nové Město - 6. července 1923 Praha) byl český učitel zeměpisu a amatérský astronom. Významnou měrou se podílel na založení České astronomické společnosti a v roce 1917 se stal jejím prvním předsedou.

## Život
Narodil se v rodině správce Zemské porodnice v Praze. V dětství osiřel a vyrůstal v rodině svého strýce, prof. Josefa Wenziga. V roce 1848 začal studovat na gymnáziu, ale pro nechuť učit se latinsky po třech letech studia zanechal a začal navštěvovat reálku. V letech 1957–1960 studoval pražskou polytechniku. Již během studia veřejně přednášel o zeměpisných a astronomických tématech.
Pracoval nejdřív jako suplent na pražské německé reálce. V roce 1864 složil zkoušku způsobilosti pro vyučování deskriptivní geometrie a strojnictví na reálných vyšších školách. Poté učil v letech 1865–1870 na německé reálce v Prachaticích. Vykonával zde rovněž funkci okresního školního inspektora. Dne 24. října 1870 byl jmenován hlavním učitelem matematiky a zeměpisu na českém ústavu pro vzdělávání učitelů v Praze, kde působil až do svého odchodu do důchodu v roce 1905. Pedagogické činnosti se věnoval i nadále, ještě v roce 1922 vyučoval němčinu na Jiráskově gymnáziu v Praze.
Českou geografii reprezentoval na mezinárodním fóru, například na zeměpiských sjezdech v Německu. Je autorem či spoluautorem řady publikací, novinových článků a školních map.

## Klub českých turistů
Od založení Klubu českých turistů byl jeho členem. Od 2. ledna 1889 do 12. února 1890 byl též jeho předsedou. Během svého předsednictví založil Časopis Turistů.

## Česká astronomická společnost
Na ustavující valné hromadě České astronomické společnosti dne 8. prosince 1917 byl aklamačně zvolen jejím prvním předsedou. Pro svůj věk a zdravotní problémy na funkci dne 9. února 1919 rezignoval.

## Dílo

### Spisy
- ZDENĚK, Jaroslav. Glóbus zemský, čili, Zeměkoule strojená pro učitele a kandidáty učitelství. Praha: Nakladatel Fr. A. Urbánek, kněhkupec, 1876. 36 s.
- ZDENĚK, Jaroslav. O zdánlivém oběhu těles nebeských. Praha: Beseda učitelská, 1877. 48 s.
- Blasius Kozenn: Zeměpisný atlas říše Rakousko-Uherské (Schul-Atlas der Österreichisch-Ungarisches Monarchie.), českou verzi zpracoval Jaroslav Zdeněk. České vydání: Eduard Hölzel, 1886.

### Mapy
- 1882 Železniční mapa Čech
- asi 1890 - Školní mappa Království českého, měřítko 1 : 300 000, zdělal a kreslil Jaroslav Zdeněk, terrain dle Kořistkovy mapy kreslil Carl F. Baur, vydal Eduard Hölzel